# تعارض منافع
تعارض منافع یا تزاحم منافع (Conflict of interest) به شرایطی گفته می‌شود که افراد یا نهادها (دولت، رسانه، کسب‌وکار و مانند آن) با انتخاب «وظایف خود» یا «منافع شخصی‌ یا گروهی مجزا» مواجه می‌گردند. تعارض منافع یکی از واژگانی است که در عمده علوم انسانی مثل حقوق و علوم سیاسی مورد بررسی قرار گرفته‌است. تعارض منافع/تعارض علائق/تضاد منافع/ مناقشه منافع از دیگر واژه های همسان برای این کلمه است. در کل به معنای در عرض هم قرار گرفتن منافع مختلف است به نحوی که نتوان یکی را بر دیگری ترجیح داد. به نظر میرسد کلمه تعارض منافع کافی و کامل نیست و کلمه تضاد منافع می‌تواند جانشین آن شود. تعارض منافع یا همان تضاد منافع یکی از شاخصه های وجود فساد می‌باشد.

## انواع
متداول‌ترین اشکال تضاد منافع به شرح زیر است:
- سوء استفاده از منصب و معامله به سود خود: در این حالت فرد صاحب موقعیت در دولت، اداره، دادگاه و ... از اعتمادی که به او می‌شود سوء استفاده می‌کند و سازمان یا بخشی که در آن کار می‌کند را به معامله‌ یا پرداختی هدایت می‌کند که به سود «فرد مسئول» منتهی می‌شود و نه به سود سهامداران یا افرادی که به او اعتماد کرده بودند. به طور مثال «کار کردن برای دولت و قرارداد بستن با شرکت خصوصی مشاوره‌ای که شما صاحب آن هستید» یا «استفاده از موقعیت در دولت تا برای دخترتان شغل بگیرید».
- شاغل بودن در دو جایی که منافع دو شغل در تضاد با یکدیگر قرار می‌گیرد.
- خویشاوندسالاری یا پارتی‌بازی. برای جلوگیری از پارتی‌بازی معمولا از افراد پیش از استخدام پرسیده می‌شود که آیا آنان با کارفرمایان یا استخدام‌کنندگان آن شرکت نسبتی دارند یا خیر. در این صورت، استخدام‌کننده می تواند از آن فرایند استخدام و نظر دادن درباره اینکه چه کسی استخدام شود امتناع کند.
- دریافت هدیه از افراد یا دوستانی که با آن ها کار می‌کنید. یا اینکه از شرکتی هدیه بگیرید که با سازمانی که در آن استخدام هستید کار کند. هدیه‌ها حتی می‌تواند شامل موارد به نظر غیرمهم و غیر تاثیرگذاری چون حمل‌و‌نقل یا مسکن شود. مثلا برای بازدید از سازمان در جایی مستقر شوید که بر روی تصمیم گیری شما تاثیر داشته باشد.

موراد دیگر از اعمال نامناسب در طبقه‌بندی‌های صحیح‌تری نیز دسته‌بندی می شوند. به طور مثال قبول کردن رشوه به عنوان فساد، استفاده از وسایل و تجهیزات دولت یا شرکت برای استفاده شخصی به عنوان کلاهبرداری یا فاش کردن اطلاعات حساس و مهم به عنوان نشت امنیتی طبقه‌بندی می شود. این گونه اعمال بیش از یک «تضاد منافع ساده» دانسته می شود.

## مثال‌ها
تعارض منافع در ارسال مقالات علمی
برای ارسال و ثبت مقالات علمی به ژورنال‌های معتبر علمی زیر مجموعه «آی‌اس‌آی» و «اسکوپوس» در هنگام ارائه مقاله و ایجاد حساب کاربری مجله، معمولاً گزینه‌ای به نام تعارض منافع وجود دارد که از نویسنده درخواست می‌کند تا نام تمامی مؤسسات و سازمان‌هایی را که برای نوشتن مقاله از آن‌ها بهره گرفته‌است و عواید مقاله به آن‌ها هم منسوب می‌شود، بیان نماید. در این میان بیشتر مراد آن است که در صورتی که دو یا چند نویسنده از دانشگاه‌های مختلف در نوشتن مقاله با هم همکاری دارند نام تمام دانشگاه‌ها قید شود.
تعارض منافع در حقوق
به حالتی گفته می‌شود که یک شخص بین منافع شخصی و عمومی حیران است یا طرفین یک قرارداد مسئولیت خود نسبت حفظ منافع اشخاص ثالث را زیر پا می‌گذراند.
تعارض منافع در افزایش ظرفیت پزشکی
این نکته مهم است که ،باید ظرفیت و امکانات دانشکده های پزشکی در تعلیم پزشک در نظر گرفته شود،افزایش ظرفیت بدون توجه به زیر بنا باعث کاهش کیفیت آموزش و خود باعث ایجاد مشکلاتی خواهد شد.
طبق گزارش سازمان جهانی بهداشت (WHO)، در رتبه‌بندی جهانی سرانه پزشک به ازای هر هزار نفر در بین ۱۹۷ کشور بررسی شده است. ایران در رتبه ۱۱۳ دنیا قرار دارد که این مسئله نشان‌دهنده بحران کمبود پزشک در ایران است. ایرج حریرچی، قائم مقام وزارت بهداشت، گفته که استاندارد جهانی تعداد پزشک، ۳٫۵ نفر پزشک به ازای هر هزار نفر جمعیت است که این آمار در ایران از ۱٫۲۱ تا ۱٫۲۸ نفر پزشک به ازای هر هزار نفر جمعیت است. این بدان معناست که برای یک جمعیت هزار نفری، ۳٫۵ نفر پزشک مورد نیاز است که در ایران حدود ۱٫۳ نفر پزشک خدمات ارائه می‌کنند. بسیاری از معضلات نظام سلامت کشور از کمبود پزشک نشأت می‌گیرد. از جمله معضلاتی که می‌توان برشمرد دسترسی محدود بیماران به پزشک، افزایش فشار کاری بر پزشکان و کاهش کیفیت خدمات، به‌وجود آمدن صف‌های طولانی برای دریافت خدمات و… است.
تعارض منافع در کمیسیون بهداشت و درمان مجلس دهم به گونه‌ای بوده است که طرح افزایش ظرفیت (۲ برابر شدن ظرفیت) پزشکی با اکثریت آراء - تنها یک موافق - در این کمیسیون رد شد، در حالی که سرانه پزشکی کشور از میانگین جهانی بسیار پایین‌تر است. در مرداد ماه ۱۳۹۸ سعید نمکی با افزایش ظرفیت دانشجوی پزشکی صریحا مخالفت کردند. وزیر بهداشت بیان داشت که افزایش بیش از این ظرفیت پذیرش پزشکی به نفع کشور نیست.
اسفندیار، کارشناس سلامت در برنامه «پایش» گفت در صورت ۱۰۰۰ منابع درمان، مشکل این حوزه حل نخواهد شد. سیاست گذاری نظام سلامت را باید پزشکان اجتماعی که کار درمان نمی‌کنند، انجام دهند چرا که در این صورت در حوزه نیروی انسانی و تعداد پزشک سیاست‌گذاری صحیح خواهد بود. وی ادامه داد:« کسانی که می‌گویند ما ظرفیت تربیت پزشک بیش از نداریم، دروغ محض می‌گویند و این افراد اتفاقا کسانی هستند که روزی در دانشگاه ۴۰۰ نفر در یک کلاس کنار هم می‌نشستند و به بهترین نحو تربیت شدند. در سال‌های گذشته وزیر سابق بهداشت در گفت‌وگویی گفت ما ظرفیت داریم برای کشورهای همسایه پزشک تربیت کنیم. در وزارت بهداشت چون مسئولان ذی نفع هستند، هرکس به اندازه قدرتش توان تاثیرگذاری بر سیاست‌های تربیت پزشک دارند. به عنوان مثال در رشته گوش و حلق و بینی ۱۰ سال ظرفیت پذیرش تنها ۵ نفر بود. یا در مثالی دیگر در رشته هایی نظیر چشم پزشکی و رشته‌هایی که سیاسیون در آنها تخصص دارند، ظرفیت پذیرششان به شدت پایین است.» اسفندیار در خصوص ظرفیت  پذیرش پزشکی در دانشگاه ها با اشاره به اینکه در ۲۴ سال اخیر این ظرفیت رو به کاهش بوده است، بیان کرد:« در این ۲۴ سال ظرفیت بیش از ۴۰ درصد کاهش داشته است و در حال حاضر (سال ۱۳۹۸) به ۷۰۰۰ نفر در سال رسیده است. ما در رشته پزشکی عمومی در همین سال می توانیم ۳۰ درصد افزایش داشته باشیم.» وی در زمینه استخدام هیئت علمی در رشته های پزشکی نیز افزود:« همان افرادی که ظرفیت پذیرش رشته‌های پزشکی را تعیین می‌کنند، مانع از افزایش تعداد هیئت علمی این رشته ها شده‌اند و همین کم بودن تعداد هیئت علمی را دست مایه عدم افزایش ظرفیت پذیرش دانشجو کرده اند. با وجود اینکه در همه زمینه ها ظرفیت ها زیاد است. همه مشکلات نظام سلامت ایران حاصل از تعارض منافع پزشکان در سیاست گذاری است.» وی در خصوص سرانه دندانپزشک نیز گفت:« این سرانه در کشور افتضاح است. همین مسئله باعث شده است که هزینه های دندانپزشکی در کشور افزایش یابد. حتی در تهران نیز تعداد دندانپزشکان کم است.» 
برای هشدار به تعارض منافع در کمیسیون بهداشت، ۳۶ بسیج دانشجویی دانشگاه‌های علوم پزشکی کشور در نامه‌ای از منتخبان مجلس یازدهم خواستند تا کمیسیون بهداشت را از چنگ پزشکان صنف‌گرا خارج کنند. بر اساس گزارش سازمان بهداشت جهانی در سال ۲۰۱۸، ایران در جایگاه ۸۵ جهان و در میان ۲۴ کشور منطقه نیز پایین‌تر از فلسطین، قرقیزستان، ترکمنستان، تاجیکستان، عربستان سعودی و لبنان در جایگاه هیجدهم قرار دارد. محاسبات نشان می‌دهد با ادامه روند موجود بیش از ۲۰ سال نیاز است که تعداد پزشک ما به سرانه میانگین جهانی برسد.